# Gesegnete Mahlzeit
Gesegnete Mahlzeit ist ein Zeichentrick-Kurzfilm aus dem Tom und Jerry-Franchise von Joseph Barbera und William Hanna aus dem Jahr 1954.

## Handlung
Spike will seinem Sohn Tyke das Barbecue näher bringen und führt ihm das Zubereiten und Grillen vor. Dabei wird er jedoch immer wieder durch Tom und Jerry, die sich ihre üblichen Jagdszenen abhalten, gestört. Jerry lässt es dabei immer so aussehen, als wäre Tom an allem Schuld, so dass der Kater immer wieder von Spike zurechtgewiesen wird. Jerry schlemmt in der Zwischenzeit genüsslich. Letztendlich wirft Spike Tom in den Pool.
Am Ende gelingt es Spike dann doch noch das Barbecue zuzubereiten. Gerade als sie anfangen wollen zu schlemmen werden sie von einer Armee von Ameisen angegriffen, die Spike und Tyke zunächst in den Pool drängen und dann sämtliches Essen klauen.

## Hintergrund
Der Film wurde erstmals am 14. Dezember 1956 aufgeführt. Es handelt sich um den 104. Film um Tom & Jerry. Hauptdarsteller sind in diesem Fall aber Spike und sein Sohn Tyke.
Der Film wurde auf 35-mm-Film in den Verfahren CinemaScope und Technicolor, 2.35:1 gedreht. Spätere Veröffentlichungen erfolgten mit Perspecta Sound.
In Deutschland erschien der Cartoon auf den DVDs Tom und Jerry – The Classic Collection 8 (2004), Tom und Jerry – Streit ums Essen (2010), Tom und Jerry – Haarsträubende Abenteuer Volume 1 (2011) und Tom und Jerry – Holterdipolter (2012).